# Hrabia Chester
Hrabiowie Chester 1. kreacji (parostwo Anglii)
- 1071–1101: Hugh d’Avranches, 1. hrabia Chester
- 1101–1120: Richard d’Avranches, 2. hrabia Chester

Hrabiowie Chester 2. kreacji (parostwo Anglii)
- 1121–1129: Ranulph le Meschin, 1. hrabia Chester
- 1129–1153: Ranulph de Gernon, 2. hrabia Chester
- 1153–1181: Hugh de Kevelioc, 3. hrabia Chester
- 1181–1232: Ranulph de Blondeville, 4. hrabia Chester

Hrabiowie Chester 3. kreacji (parostwo Anglii)
- 1232–1237: John de Scotia, 9. hrabia Huntington

Hrabiowie Chester 4. kreacji (parostwo Anglii)
- 1264–1265: Szymon de Montfort, 6. hrabia Leicester

Hrabiowie Chester 5. kreacji (parostwo Anglii)
- 1301–1307: Edward Caernarvon, książę Walii

Hrabiowie Chester 6. kreacji (parostwo Anglii)
- 1312–1327: Edward Windsor, hrabia Chester

Następni hrabiowie Chester: patrz: Książę Walii